# AMD Radeon serie RX 7000
La serie Radeon RX 7000 è una famiglia di GPU sviluppata da AMD che succede le RX 6000, è basata su architettura RDNA 3, e che compete con la GeForce 40 series di Nvidia.

## Storia
Il 3 novembre 2022, attraverso un evento live denominato Together we advance_gaming trasmesso sui propri canali ufficiali, AMD annuncia la nuova microarchitettura RDNA3 e due schede video enthusiast (la fascia più alta della serie) ossia la RX 7900 XT e la RX 7900 XTX, disponibili dal 13 dicembre a un prezzo consigliato di 899$ e 999$. Secondo AMD, queste GPU saranno le dirette concorrenti della RTX 4080 proposta da Nvidia nella serie 40.
Successivamente, il 24 maggio 2023, AMD ha annunciato la RX 7600, disponibile dal 25 maggio a un prezzo consigliato di 269 $.
Nel 25 agosto 2023, AMD annuncia le RX 7700 XT e la RX 7800 XT le schede di fascia alta della serie RX 7000 dirette concorrenti delle schede Nvidia RTX 4060 TI e RTX 4070, che saranno poi disponibili dal 6 settembre 2023.

## Dettagli
L'architettura RDNA 3 porta vari miglioramenti e innovazioni rispetto alla generazione precedente:
- Per la prima volta nel mercato di consumo viene adottata un'architettura con design chiplet, cioè chip più semplici con lo scopo di lavorare in parallelo, formato da un GCD (Graphic Chiplet Die) e fino a 6 MCD (Memory Cache Die).[4] In particolare il GCD verrà creato tramite il processo produttivo TSMC 5N (5nm) mentre gli MCD saranno prodotti grazie a TSMC 6N (6 nm).

- Migliora l'efficienza energetica: 54% di prestazioni per watt in più rispetto all'architettura precedente RDNA 2.
- Grazie alla nuova tecnologia AMD Infinity Links, la larghezza di banda aumenta fino a 5,3 TB/s, permettendo alla GPU di lavorare su frequenze più elevate.[5]
- Le compute unites massime sono aumentate da 80 a 96 e possono eseguire 2 istruzioni per ciclo incrementando gli shader totali di 2,4.[2]
- AMD Infinity Cache di 2ª generazione.
- Ray tracing di 2ª generazione.
- Supporto per DisplayPort 2.1 e HDMI 2.1 nel nuovo "Radiance Display Engine" che potrà sostenere la risoluzione in 8K a 165 Hz e in 4K a 480 Hz.[6]
- Supporto per FSR (FidelityFX Super Resolution) 3 che compete con il DLSS 3 di Nvidia. Questa tecnologia migliorata renderizza il contenuto a una risoluzione più bassa ma lo ricostruisce a una risoluzione maggiore.[7]

## Prodotti
Di seguito è riportata una tabella riassuntiva dei prodotti interni alla famiglia di schede video con le relative caratteristiche tecniche.
| Modello AMD Radeon | Pubblicazione | Nome in Codice | Architettura e Fabbricazione | Transistors (miliardi) | Dimensione Die (mm²) | Configurazione Core   | Clock (Mhz) | Clock (Mhz) | Memoria | Memoria | Memoria          | Memoria         | Fillrate     | Fillrate       | Potenza di Elaborazione (GFLOPS) | Potenza di Elaborazione (GFLOPS) | Potenza di Elaborazione (GFLOPS) | TDP (Watt) | Prezzo (USD) |
| Modello AMD Radeon | Pubblicazione | Nome in Codice | Architettura e Fabbricazione | Transistors (miliardi) | Dimensione Die (mm²) | Configurazione Core   | Game        | Boost       | GB      | Tipo    | Bandwidth (GB/s) | Velocità (GBPS) | Pixel (GP/s) | Texture (GT/s) | Precisione Dimezzata             | Precisione Singola               | Precisione Doppia                | TDP (Watt) | Prezzo (USD) |
| ------------------ | ------------- | -------------- | ---------------------------- | ---------------------- | -------------------- | --------------------- | ----------- | ----------- | ------- | ------- | ---------------- | --------------- | ------------ | -------------- | -------------------------------- | -------------------------------- | -------------------------------- | ---------- | ------------ |
| RX 7900 XTX        | 13/12/2022    | Navi 31 XTX    | RDNA 3 TSMC 5N e 6N          | 58                     | 531                  | 6144:384:192:96:96    | 2300        | 2500        | 24      | GDDR6   | 3500             |                 | 480          | 960            | 123000                           | 61000                            | 3838                             | 355        | 999          |
| RX 7900 XT         | 13/12/2022    | Navi 31 XT     | RDNA 3 TSMC 5N e 6N          | 58                     | 531                  | 5376:336:192:84:84    | 2000        | 2400        | 20      | GDDR6   | 2900             | 20              | 460          | 810            | 103000                           | 52000                            | 3218                             | 300        | 899          |
| RX 7800 XT         | 06/09/2023    | Navi 32        | RDNA 3 TSMC 5N e 6N          | 28                     | 346                  | 3840:240:96:60:120:60 | 2124        | 2430        | 16      | GDDR6   | 620              | 20              | 233          | 583            | 74650                            | 37320                            | 1166                             | 263        | 499          |
| RX 7700 XT         | 06/09/2023    | Navi 32        | RDNA 3 TSMC 5N e 6N          | 28                     | 346                  | 3456:216:96:54:108:54 | 2171        | 2544        | 12      | GDDR6   | 432              | 18              | 244          | 550            | 70340                            | 35170                            | 1099                             | 245        | 449          |
| RX 7600 XT         | 24/01/2024    | Navi 33 XT     | RDNA 3 TSMC 5N e 6N          | 13.3                   | 204                  | 2048:128:64:32:32     | 2470        | 2755        | 16      | GDDR6   | 288              | 18              | 176.3        | 352.6          | 45140                            | 22570                            | 7053                             | 190        | 329          |
| RX 7600            | 25/05/2023    | Navi 33        | RDNA 3 TSMC 6N               | 13                     | 204                  | 2048:128:64:32:32     | 2250        | 2655        | 8       | GDDR6   | 476              | 18              | 170          | 340            | 43500                            | 21750                            | 6797                             | 165        | 269          |

### Annotazioni
1. ↑  Unified Shaders : Texture Mapping Units: Render Output Unit : Ray Accelerators : Compute Units (CU)

### Fonti
1. 1 2  (EN) AMD Unveils World’s Most Advanced Gaming Graphics Cards, Built on Groundbreaking AMD RDNA 3 Architecture with Chiplet Design, su Advanced Micro Devices, Inc.. URL consultato il 30 novembre 2022.
2. 1 2   Marco Pedrani, AMD Radeon RX 7900 XTX e RX 7900 XT ufficiali, debutto il 13 dicembre, su Tom's Hardware, 3 novembre 2022. URL consultato il 31 dicembre 2024 (archiviato il 12 novembre 2022).
3. ↑   HDblog.it, Smania di RTX 4080? AMD suggerisce che è meglio aspettare, su HDblog.it, 14 novembre 2022. URL consultato il 30 novembre 2022.
4. ↑   Michele Nasi, AMD: ecco perché usare chiplet per le GPU è un'idea fantastica, su ilSoftware.it, 15 novembre 2022. URL consultato il 31 dicembre 2024 (archiviato il 27 novembre 2022).
5. ↑   Gabriele Giumento, La saga degli adattatori 16 pin NVIDIA continua: ci sono due produttori, su tom'sHARDWARE, 14 novembre 2022. URL consultato il 31 dicembre 2024 (archiviato il 14 novembre 2022).
6. ↑   Riccardo Riondino, Schede grafiche AMD RDNA 3 DisplayPort 2.1, su AV Magazine, 11 novembre 2022. URL consultato il 31 dicembre 2024 (archiviato il 3 dicembre 2022).
7. ↑   Rosario Grasso e Manolo De Agostini, FSR 2.0 alla prova: la tecnologia di upscaling di AMD compie un netto passo avanti, su Hardware Upgrade, 12 maggio 2022. URL consultato il 31 dicembre 2024 (archiviato il 12 maggio 2022).
8. ↑  (EN) AMD Radeon™ RX 7900 XTX, su Advanced Micro Devices. URL consultato il 31 dicembre 2024 (archiviato dall'url originale il 3 novembre 2022).
9. ↑  (EN) AMD Radeon RX 7900 XTX, su www.techpowerup.com. URL consultato il 31 dicembre 2024.
10. ↑  (EN) AMD Radeon™ RX 7900 XT, su Advanced Micro Devices. URL consultato il 31 dicembre 2024 (archiviato dall'url originale il 5 aprile 2024).
11. ↑  (EN) AMD Radeon RX 7900 XT, su www.techpowerup.com. URL consultato il 31 dicembre 2024.